# Wicked City (film, 1987)
Pour les articles homonymes, voir Wicked City.
Wicked City (妖獣都市, Yōjū toshi), est un OAV d'animation japonais réalisé par Yoshiaki Kawajiri en 1987. Il est adapté de la série de romans du même nom écrite par Hideyuki Kikuchi, et publiée en 1985. 
Une première version française, intitulée La Cité interdite est éditée par Dagobert Vidéo, filiale d'AB Groupe, en 1991, avant d'être remplacée par une nouvelle version produite par Manga Entertainment en juillet 1995, sous son nom actuel. Dybex finira par obtenir la licence DVD, mais ne sortira le film qu'en version originale sous-titrée.

## Synopsis
Deux mondes co-habitent entre eux : celui des humains, et celui des démons, ces derniers voulant à tout prix la mort des premiers. Alors qu'une guerre entre les deux camps est sur le point d'éclater, un traité de paix est rédigé. Mais il ne manque plus que la signature du docteur Maiyart. Étant la cible principale des démons, il fait ainsi l'objet de la protection constante de la garde noire, composée de Taki (un humain) et Makie (une habitante du monde obscur).

## Fiche technique
- Titre français : Wicked City
- Titre français d'origine : La Cité interdite (seulement dans la version de AB Groupe)
- Titre original : Yōjū toshi (妖獣都市?)
- Réalisation : Yoshiaki Kawajiri
- Scénario : Kisei Choo
- Musique : Osamu Shōji
- Production : Kenji Kurata et Makoto Seya
- Société de production : Japan Home Video
- Société d'animation : Madhouse
- Genre : anime
- Durée : 82 min
- Pays d'origine :  Japon
- Langue originale : japonais
- Dates de sortie :

Japon : 25 avril 1987

## Distribution
|                          | Voix originales japonaises | Version française de 1991 (Dagobert Vidéo) studio SOFI | Version française de 1995 (Manga Entertainment) studio S.T.A.R.T. |
| ------------------------ | -------------------------- | ------------------------------------------------------ | ----------------------------------------------------------------- |
| Makie                    | Toshiko Fujita             | Céline Monsarrat                                       | Isabelle Ganz                                                     |
| Taki Renzaburo           | Yusaku Yara                | Philippe Ogouz (nom vf du personnage : Terry Ranson)   | Serge Faliu                                                       |
| Docteur Giuseppe Maiyart | Ichirō Nagai               | Pierre Trabaud                                         | Henri Labussière                                                  |
| Femme araignée           | Mari Yokoo                 | Michèle André                                          | Martine Meirhaghe                                                 |
| Chef des démons          | Takeshi Aono               | Michel Le Royer                                        | Christian Pélissier                                               |
| Hypnotiseuse             | Asami Mukaidono            | Michèle André                                          |                                                                   |
| Barman                   | Ikuya Sawaki               | Luc Florian                                            |                                                                   |
| Directeur de l'hôpital   | Kazuhiko Kishino           |                                                        |                                                                   |
| Jin                      | Kōji Totani                | Gérard Surugue Jim                                     |                                                                   |
| Docteur                  | Masato Hirano              | Georges Atlas                                          |                                                                   |
| Maître d'hôtel           | Tamio Ōki                  | René Renot                                             | Bernard Woringer                                                  |
| Chef de la garde noire   | Yasuo Muramatsu            | Claude Dasset                                          | Joseph Falcucci                                                   |
| Narrateur                |                            | Gérard Dessalles                                       |                                                                   |